# تایشان
تایشان (به لاتین: Taishan) یک county-level city در جمهوری خلق چین است که در ژیانگمن واقع شده‌است.

## خصوصیات
تایشان ۳٬۲۸۵٫۹۱ کیلومترمربع مساحت و ۹۴۱٬۰۹۵ نفر جمعیت دارد.

## خواهرخوانده
شهر فرزنو خواهرخواندهٔ تایشان هست.